# 陳慶珠
陳慶珠（Chan Heng Chee）（1942年4月12日—）是一名新加坡學者、外交官，目前擔任新加坡外交部無任所大使、國家藝術理事會主席、少數權利總統理事會委員。她最為人知是1996年7月到2012年7月期間擔任新加坡駐美國大使。
畢業於新加坡國立大學政治系，後來在康乃爾大學取得碩士學位，1974年再在NUS取得博士學位，論文題目為The Dynamics of One-party Dominance: A Study of Five Singapore Constituencies。